# Busswil bei Büren
Busswil bei Büren is een plaats en voormalige gemeente in het Zwitserse kanton Bern en maakt deel uit van het district Seeland en sinds 1 januari 2011 van de gemeente Lyss.
- Gemeinsame Normdatei: 4576536-4
- Historisch woordenboek van Zwitserland: 000227
- Virtual International Authority File: 160065537